# 古矢武士
古矢 武士（ふるや たけし、1970年7月16日 - ）は、茨城県出身の元サッカー選手、サッカー指導者。

## 来歴
高校卒業後よりブラジルに渡り、3つのクラブでプレーした。1992年より横河電機サッカー部に入部し、選手兼任コーチに就任。2003年から2006年まで横河武蔵野FCの監督を務め、2007年から2008年まで横河武蔵野FCのGMを務めた。また、2008年にJFA 公認S級コーチのライセンスを取得した。
2009年から大宮アルディージャの強化育成部強化部長に就任し、2013年を以て退任した。その後、東京経済大学サッカー部のコーチを経て、2014年5月よりベガルタ仙台の強化部長補佐に就任した。2015年2月より強化部長に就任し、2017年を以て退任した。
2018年1月よりFC東京の強化部に所属。2021年２月よりFC東京のトップチームマネジメント部長に就任。
2022年12月より、名古屋グランパスエイトの強化部長に就任。

## 所属クラブ
- 1986年 - 1988年  茨城県立水海道第一高等学校・附属中学校
- 1989年  コリチーバFC[2]
- 1990年  フェロヴィアリア[2]
- 1990年  マリーリアAC[2]
- 1992年  横河電機[2]

## 指導歴・職歴
- 1992年 - 2009年 横河電機 / 横河武蔵野FC
  - 1992年 - 1998年 コーチ[2]
  - 2003年 - 2006年 監督[2]
  - 2007年 - 2008年 ゼネラルマネージャー[2]
- 2009年 - 2013年 大宮アルディージャ
  - 2009年 強化育成部 強化担当
  - 2010年 - 2013年 強化部長[2]
- 2014年 東京経済大学サッカー部 コーチ[2]
- 2014年5月 - 2017年 ベガルタ仙台
  - 2014年5月 - 同年12月 強化部長補佐
  - 2015年 - 2017年 強化部長アカデミーダイレクター
- 2018年1月 - 2022年11月 FC東京
  - 2018年1月 - 2020年 強化部
  - 2021年 トップチームマネジメント部長
  - 2022年 テクニカルダイレクター兼ヘッドオブアナリシス
- 2022年12月 - 名古屋グランパスエイト 強化部長